# Balazucia bilateralis
Balazucia bilateralis är en svampart som beskrevs av R.K. Benj. 1968. Balazucia bilateralis ingår i släktet Balazucia och familjen Laboulbeniaceae.   Inga underarter finns listade i Catalogue of Life.